# Meta Roos
Wiveca Margareta "Meta" Roos, född 23 februari 1954 i Boda i Dalarna, är en svensk jazzsångare och revyartist.
Meta Roos är född och uppvuxen i Boda Kyrkby men bor sedan 2002 i Bålsta i Uppsala län.
Hon debuterade som sextonåring när hon började sjunga med olika dansband i Dalarna; störst framgångar nådde hon med Nippe Sylwéns Band. 
Sedan 1984 har hon försörjt sig som artist på heltid. Under 1980-talet sjöng hon i dansorkestern Rose Band som blev populär i hela Europa. Roos spelade nyårsrevy i Borlänge och kom några år senare till Peter Flack i Örebro där hon medverkade i fyra revyer.
Meta Roos har medverkat som sångerska i flera filmer, debuten skedde i  1939 . Hon sjöng ledmotivet En värld full av liv i Walt Disney-filmen Lejonkungen och gjorde mamma Vesslas röst i De vilda djurens flykt.
Hon har sjungit med flera kända storband i Sverige och turnerat med en egen show Mitt liv som sångerska.
Meta Roos är också välkänd från radioprogrammet Telespånarna. Sedan 2005 spelar hon huvudrollen som Brus-Britta i Skinnarspelet som ges i Malung vid midsommartid.

## Priser och utmärkelser
- 1988 – Ulla Billquist-stipendiet
- 2008 – Anita O'Day-priset
- 2009 – Monica Zetterlund-stipendiet
- 2018 - Jan Johansson-stipendiet

## Diskografi (urval)
- 1978 – Meta Roos & Nippe Sylwéns Band
- 1980 – Hello Dolly med Sandvik Big Band och Hayati Kafe
- 1987 – Meta & Rose Band
- 1994 – Enjoy the Rhythm
- 2003 – Soft Winds
- 2007 – Meta Sings Ella
- 2019 – Folk & Jazz med Trio X of Sweden

## Filmografi (urval)
- 1993–1995 – De vilda djurens flykt (röst som Vessla)
- 1994 – Lejonkungen (sjöng En värld full av liv)
- 1997 – Oliver & Gänget (röst, samt sång, som Georgette i omdubb)
- 1999 – Britt-Yngves (TV-serie)